# Премія Асоціації кінокритиків Лос-Анджелеса найкращому режисерові
Премія Асоціації кінокритиків Лос-Анджелеса найкращому режисерові (англ. Los Angeles Film Critics Association Award for Best Director) — це одна з щорічних нагород, яку щорічно призначає Асоціація кінокритиків Лос-Анджелеса.

## Переможці

### 1970-ті роки
| Церемонія   | Режисер       | Назва фільму         | Оригінальна назва |
| ----------- | ------------- | -------------------- | ----------------- |
| 1-ша (1975) | Сідні Люмет   | Собачий полудень     | Dog Day Afternoon |
| 2-га (1976) | Сідні Люмет   | Телемережа           | Network           |
| 3-тя (1977) | Герберт Рос   | Пункт повороту       | The Turning Point |
| 4-та (1978) | Майкл Чіміно  | Мисливець на оленів  | The Deer Hunter   |
| 5-та (1979) | Роберт Бентон | Крамер проти Крамера | Kramer vs. Kramer |

### 1980-ті роки
| Церемонія    | Режисер          | Назва фільму       | Оригінальна назва          |
| ------------ | ---------------- | ------------------ | -------------------------- |
| 6-та (1980)  | Роман Полянський | Тесс               | Tess                       |
| 7-ма (1981)  | Воррен Бітті     | Червоні            | Reds                       |
| 8-ма (1982)  | Стівен Спілберг  | Іншопланетянин     | E.T. The Extra-Terrestrial |
| 9-та (1983)  | Джеймс Брукс     | Мова ніжності      | Terms of Endearment        |
| 10-та (1984) | Мілош Форман     | Амадей             | Amadeus                    |
| 11-та (1985) | Террі Гілліам    | Бразилія           | Brazil                     |
| 12-та (1986) | Девід Лінч       | Синій оксамит      | Blue Velvet                |
| 13-та (1987) | Джон Бурмен      | Надія і слава      | Hope and Glory             |
| 14-та (1988) | Девід Кроненберг | Зв′язані до смерті | Dead Ringers               |
| 15-та (1989) | Спайк Лі         | Роби як треба      | Do the Right Thing         |

### 1990-ті роки
| Церемонія    | Режисер           | Назва фільму             | Оригінальна назва   |
| ------------ | ----------------- | ------------------------ | ------------------- |
| 16-та (1990) | Мартін Скорсезе   | Славні хлопці            | Goodfellas          |
| 17-та (1991) | Баррі Левінсон    | Багсі                    | Bugsy               |
| 18-та (1992) | Клінт Іствуд      | Непрощенний              | Unforgiven          |
| 19-та (1993) | Джейн Кемпіон     | Фортепіано               | The Piano           |
| 20-та (1994) | Квентін Тарантіно | Кримінальне чтиво        | Pulp Fiction        |
| 21-ша (1995) | Майк Фіґіс        | Покидаючи Лас-Вегас      | Leaving Las Vegas   |
| 22-га (1996) | Майк Лі           | Таємниці і брехня        | Secrets & Lies      |
| 23-та (1997) | Кертіс Генсон     | Таємниці Лос-Анджелеса   | L.A. Confidential   |
| 24-та (1998) | Стівен Спілберг   | Врятувати рядового Раяна | Saving Private Ryan |
| 25-та (1999) | Сем Мендес        | Краса по-американськи    | American Beauty     |

### 2000-ні роки
| Церемонія    | Режисер            | Назва фільму                       | Оригінальна назва                             |
| ------------ | ------------------ | ---------------------------------- | --------------------------------------------- |
| 26-та (2000) | Стівен Содерберг   | Ерін Брокович                      | Erin Brockovich                               |
| 26-та (2000) | Стівен Содерберг   | Трафік                             | Traffic                                       |
| 27-ма (2001) | Девід Лінч         | Малголленд Драйв                   | Mulholland Drive                              |
| 28-ма (2002) | Педро Альмодовар   | Поговори з нею                     | Hable con ella                                |
| 29-та (2003) | Пітер Джексон      | Володар перснів: Повернення короля | The Lord of the Rings: The Return of the King |
| 30-та (2004) | Александер Пейн    | На узбіччі                         | Sideways                                      |
| 31-ша (2005) | Енг Лі             | Горбата гора                       | Brokeback Mountain                            |
| 32-га (2006) | Пол Грінграс       | Загублений рейс                    | United 93                                     |
| 33-тя (2007) | Пол Томас Андерсон | Нафта                              | There Will Be Blood                           |
| 34-та (2008) | Денні Бойл         | Мільйонер із нетрів                | Slumdog Millionaire                           |
| 35-та (2009) | Кетрін Біґелоу     | Володар бурі                       | The Hurt Locker                               |

### 2010-ні роки
| Церемонія    | Режисер            | Назва фільму               | Оригінальна назва    |
| ------------ | ------------------ | -------------------------- | -------------------- |
| 36-та (2010) | Олів'є Ассаяс      | Карлос                     | Carlos               |
| 36-та (2010) | Девід Фінчер       | Соціальна мережа           | The Social Network   |
| 37-ма (2011) | Теренс Малік       | Древо життя                | The Tree of Life     |
| 38-ма (2012) | Пол Томас Андерсон | Майстер                    | The Master           |
| 39-та (2013) | Альфонсо Куарон    | Гравітація                 | Gravity              |
| 40-ва (2014) | Річард Лінклейтер  | Юність                     | Boyhood              |
| 41-ша (2015) | Джордж Міллер      | Шалений Макс: Дорога гніву | Mad Max: Fury Road   |
| 42-га (2016) | Баррі Дженкінс     | Місячне сяйво              | Moonlight            |
| 43-тя (2017) | Лука Гуаданьїно    | Назви мене своїм ім'ям     | Call Me by Your Name |
| 43-тя (2017) | Гільєрмо дель Торо | Форма води                 | The Shape of Water   |
| 44-та (2018) | Дебра Гранік       | Не залишай слідів          | Leave No Trace       |
| 45-та (2019) | Пон Чжун Хо        | Паразити                   | Parasite             |

### 2020-ті
| Церемонія    | Режисер       | Назва фільму     | Оригінальна назва    | Прим. |
| ------------ | ------------- | ---------------- | -------------------- | ----- |
| 46-та (2020) | Хлої Чжао     | Земля кочівників | Nomadland            | [ 1 ] |
| 47-ма (2021) | Джейн Кемпіон | У руках пса      | The Power of the Dog |       |
| 48-ма (2022) | Тодд Філд     | Тар              | TÁR                  |       |